# Peng Ping
Peng Ping (彭萍S, Péng PíngP; Shanghai, 14 gennaio 1967) è un'ex cestista cinese.
È la moglie di Song Tao.

## Carriera
Con la Cina ha disputato due edizioni dei Giochi olimpici (Seul 1988, Barcellona 1992) e i Campionati del mondo del 1990.